# Chaja Hararit
Chaja Hararit (hebr. חיה הררית, ang. Haya Harareet (ur. 20 września 1931 w Hajfie, zm. 3 lutego 2021 w Marlow) – izraelska aktorka i scenarzystka. Wystąpiła w filmie Ben-Hur (1959).